# پلخی
پلخی (به چکی: Pelechy) یک منطقهٔ مسکونی در جمهوری چک است که در ناحیه دوماژلیتسه واقع شده‌است. پلخی ۱٫۶۷ کیلومتر مربع مساحت و ۶۹ نفر جمعیت دارد و ۵۷۴ متر بالاتر از سطح دریا واقع شده‌است.